# (5535) Annefrank
(5535) Annefrank és un asteroide pertanyent al cinturó d'asteroides descobert per Karl Wilhelm Reinmuth des de l'Observatori de Heidelberg-Königstuhl, Alemanya, el 23 de març de 1942.

## Designació i nom
Annefrank va ser designat inicialment com 1942 EM.
Més endavant, en 1995, es va anomenar en honor d'Ana Frank (1929-1945).

## Característiques orbitals
Annefrank està situat a una distància mitjana de 2,212 ua del Sol, podent allunyar-se'n fins a 2,353 ua i acostar-s'hi fins a 2,071 ua. La seva excentricitat és 0,06368 i la inclinació orbital 4,248 graus. Emplea a completar una òrbita al voltant del Sol 1202 dies. El moviment de Annefrank sobre el fons estel·lar és de 0,2995 graus per dia.

## Característiques físiques
La magnitud absoluta de Annefrank és 13,7. Té 4,8 km de diàmetre i un període de rotació de 15,12 hores.
En 2002, la sonda espacial Stardust va passar a una distància de 3079 quilòmetres de la seva superfície. Va descobrir que les seves dimensions són 6,6×5,4×3,4 quilòmetres, aproximadament el doble del calculat amb anterioritat. Les fotografies van mostrar que era molt irregular i estava cobert de cràters. A partir d'aquestes fotografies es va calcular la seva albedo en 0,24.